# Johannes Hofmann (Politiker)
Johannes Hofmann (* 8. November 1857 in Döbeln; † 11. April 1928 in Dresden) war ein deutscher Politiker (Konservativer Landesverein in Sachsen, DNVP).
Hofmann war von 1905 bis 1918 für den Konservativen Landesverein in Sachsen Abgeordneter der II. Kammer des Sächsischen Landtages, 1919/20 Mitglied der Sächsischen Volkskammer und danach von 1920 bis 1928 erneut des Sächsischen Landtages. Von 1916 bis 1918 fungierte er als Fraktionsführer der Abgeordneten des Konservativen Landesvereins in der II. Kammer und von 1919 bis zu seinem Tod 1928 amtierte er als Fraktionsvorsitzender der Deutschnationalen Volkspartei. Beruflich war Hofmann als Direktor einer Steinfabrik tätig. Er lebte zunächst in Meißen, ab 1921 in Dresden-Blasewitz.